# ترافق الرسم واللون

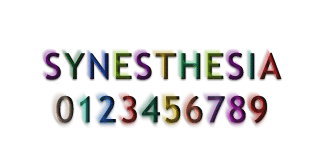

ترافق الرسم واللون نوع من ترافق الحس، يربط المصاب به رسما معينا بألوان يراه مصطبغة بها۔